# Lem Overpeck
Lem Overpeck (* 18. September 1911 in Belle Fourche, Butte County, South Dakota; † 10. April 2003 in Spearfish, South Dakota) war ein US-amerikanischer Politiker. Zwischen 1965 und 1969 war er Vizegouverneur des Bundesstaates South Dakota.

## Werdegang
Im Jahr 1930 absolvierte Lem Overpeck die Belle Fourche High School. Nach einem anschließenden Jurastudium an der University of South Dakota und seiner 1936 erfolgten Zulassung als Rechtsanwalt begann er in Belle Fourche in diesem Beruf zu arbeiten. Während des Zweiten Weltkrieges diente er als juristischer Offizier im Fliegerkorps der United States Navy. Dabei war er in Corpus Christi (Texas) stationiert. Nach dem Krieg setzte er seine juristische Laufbahn fort. Er war weiterhin als Rechtsanwalt tätig und wurde zwischenzeitlich Staatsanwalt im Butte County.
Politisch schloss er sich der Republikanischen Partei an und wurde in den Senat von South Dakota gewählt. Er nahm als Delegierter an drei Republican National Conventions teil und war Bezirksvorsitzender im Butte County. 1964 wurde Overpeck an der Seite von Nils Boe zum Vizegouverneur von South Dakota gewählt. Dieses Amt bekleidete er nach einer Wiederwahl zwischen 1965 und 1969. Dabei war er Stellvertreter des Gouverneurs und Vorsitzender des Staatssenats. Außerdem war er Präsident der National Association of Lieutenant Governors.
Nach seiner Zeit als Vizegouverneur ist Lem Overpeck politisch nicht mehr in Erscheinung getreten.  Er war aber Mitglied mehrerer Organisationen und Vereinigungen und starb am 10. April 2003 hochbetagt in Spearfish.